# Ebo latithorax
Ebo latithorax är en spindelart som beskrevs av Eugen von Keyserling 1884. Ebo latithorax ingår i släktet Ebo och familjen snabblöparspindlar. Inga underarter finns listade i Catalogue of Life.